# Eureka (biljartfabriek)
Eureka Billard Berlicum NV is de naam van een Nederlandse biljartfabriek te Berlicum.

## Geschiedenis
Het familiebedrijf werd opgericht in 1897 door Harry van Gemert. Eind 19e eeuw was het biljartspel erg populair geworden, en de overheid hief zelfs belasting op biljarts boven een bepaalde afmeting. Rond deze tijd werden een aantal vindingen gedaan waardoor het vervaardigen van biljarttafels mogelijk werd door industriële productie. Er ontstonden dan ook diverse biljartfabrieken. Voor de vervaardiging van de biljarttafel was onder andere rubber en ook marmer vereist, dat begin 20e eeuw door leisteen werd vervangen.
In 1915 telde Nederland 14 biljartfabrieken. Eureka stond toen bekend als  's-Hertogenbosche Biljartfabriek H.v.Gemert & Zn..
De specialiteit van Eureka was 6-potige tafels. Topjaren beleefde het bedrijf in de jaren '20 van de 20e eeuw, toen niet alleen geleverd werd aan cafés en biljartzalen, maar ook aan de vele patronaatsgebouwen en kostscholen in de omgeving van Berlicum.
De Tweede Wereldoorlog en de jaren kort daarna brachten schaarste aan rubber en leisteen met zich mee, waardoor de productie van nieuwe biljarts vrijwel stil kwam te liggen. Aan regulier meubelmakerswerk was echter wel behoefte, temeer daar Berlicum tijdens die oorlog grotendeels werd verwoest.
Vanaf de jaren 50 van de 20e eeuw kwam de productie weer op gang. Vernieuwingen als de elektrische verwarming van de leistenen plaat werden geïntroduceerd, en ook het zogeheten kolombiljart, ondersteund door twee zuilen, deed zijn intrede. In de jaren 80 van de 20e eeuw werd overgegaan op biljarttafels voorzien van een stalen frame. Nieuwe typen biljartspelen als het poolbiljart en het snooker, met bijbehorende tafels, deden hun intrede. Ook het afzetgebied breidde zich uit van de regio tot heel Nederland, en ook werden heel wat biljarttafels geëxporteerd.
Het bedrijf, dat tegenwoordig in handen is van Harry en Ton Mathijssen, de vierde generatie biljartbouwers, heeft het Predicaat Hofleverancier verworven.